# Gil (football, 03-09-1987)
Pour les articles homonymes, voir Gil.
José Gildeixon Clemente de Paiva, surnommé Gil, né le 3 septembre 1987 à Nova Cruz et mort le 28 novembre 2016 à La Unión, est un footballeur brésilien qui évolue au poste de milieu de terrain dans le club de Chapocoense.
Il meurt le 28 novembre 2016, dans le crash du vol 2933 LaMia Airlines.

## Biographie
Gil joue principalement en faveur des clubs brésiliens de Mogi Mirim, Vitoria, Santo André, Coritiba et Chapocoense.
Il dispute au cours de sa carrière 127 matchs en première division brésilienne (un but), 16 matchs en deuxième division brésilienne (0 but), et 15 matchs en Copa Sudamericana (un but). Il inscrit son seul but lors d'une compétition continentale, le 26 octobre 2016, lors des quarts de finale de la Copa Sudamericana, contre l'équipe colombienne du Junior de Barranquilla (victoire 3-0).

## Palmarès
- Vainqueur du championnat du Paraná en 2012 et 2013 avec Coritiba.
- Vainqueur du championnat de Santa Catarina en 2016 avec Chapecoense.